# Espagne au Concours Eurovision de la chanson 1979
L'Espagne a participé au Concours Eurovision de la chanson 1979 le 31 mars à Jérusalem, en Israël. C'est la 19e participation espagnole au Concours Eurovision de la chanson.
Le pays est représenté par la chanteuse Betty Missiego et la chanson Su canción (en), sélectionnées en interne par la TVE.

## Sélection interne
Le radiodiffuseur espagnol, la Televisión Española (TVE), choisit en interne l'artiste et la chanson représentant l'Espagne au Concours Eurovision de la chanson 1979.
| Ordre | Artiste        | Chanson         | Langue   | Traduction |
| ----- | -------------- | --------------- | -------- | ---------- |
| 1     | Betty Missiego | Su canción (en) | Espagnol | Ta chanson |

Lors de cette sélection, c'est la chanson Su canción, interprétée par Betty Missiego, qui fut choisie. Le chef d'orchestre sélectionné pour l'Espagne à l'Eurovision 1979 est José Luis Navarro. 

## À l'Eurovision

### Points attribués par l'Espagne
| 12 points | Allemagne   |
| 10 points | Israël      |
| 8 points  | Italie      |
| 7 points  | Grèce       |
| 6 points  | Portugal    |
| 5 points  | Royaume-Uni |
| 4 points  | Danemark    |
| 3 points  | France      |
| 2 points  | Monaco      |
| 1 point   | Norvège     |

### Points attribués à l'Espagne
| 12 points                                | 10 points                          | 8 points          | 7 points | 6 points  |
| ---------------------------------------- | ---------------------------------- | ----------------- | -------- | --------- |
| - Allemagne - Belgique - Italie - Suisse | - Autriche - Luxembourg - Pays-Bas | - France - Israël | - Suède  | - Grèce   |
| 5 points                                 | 4 points                           | 3 points          | 2 points | 1 point   |
| - Royaume-Uni                            |                                    | - Danemark        |          | - Norvège |

Betty Missiego interprète Su canción en 19e et dernière position lors de la soirée du concours, suivant l'Autriche.
Au terme du vote final, l'Espagne termine 2e sur 19 pays participants, ayant reçu 116 points au total, juste derrière le pays vainqueur Israël avec ses 125 points,. L'Espagne était le dernier pays à voter et Betty Missiego menait le concours jusqu'à ce que l'Espagne attribue ses 10 points à Israël, accordant la victoire à Israël.